# Most Gdański
Die Most Gdański (polnisch für „Danziger Brücke“) ist eine doppelstöckige Flussbrücke in Warschau. Sie überquert die Weichsel und wurde nach dem nahegelegenen, gleichnamigen Bahnhof (Warszawa Gdańska) benannt. Über die Brücke wird die Ringstraße der Warschauer Innenstadt geführt. Ebenso verlaufen hier die DW 634 und 637. Sie überführt am westlichen Flussufer die Ulica Wybrzeże-Gdyńskie sowie die Uferpromenade Bulwar Zbigniewa Religi und schließt an die Ulica Zygmunta-Słomińskiego an; am ostwärtigen Ufer überbrückt sie  die Ulica Wybrzeże Helskie (DW 801) und schließt an die Ulica Stefana-Starzyńskiego an. Sie verläuft parallel zur etwa 20 Meter entfernten Eisenbahnbrücke an der Zitadelle.

## Technische Daten

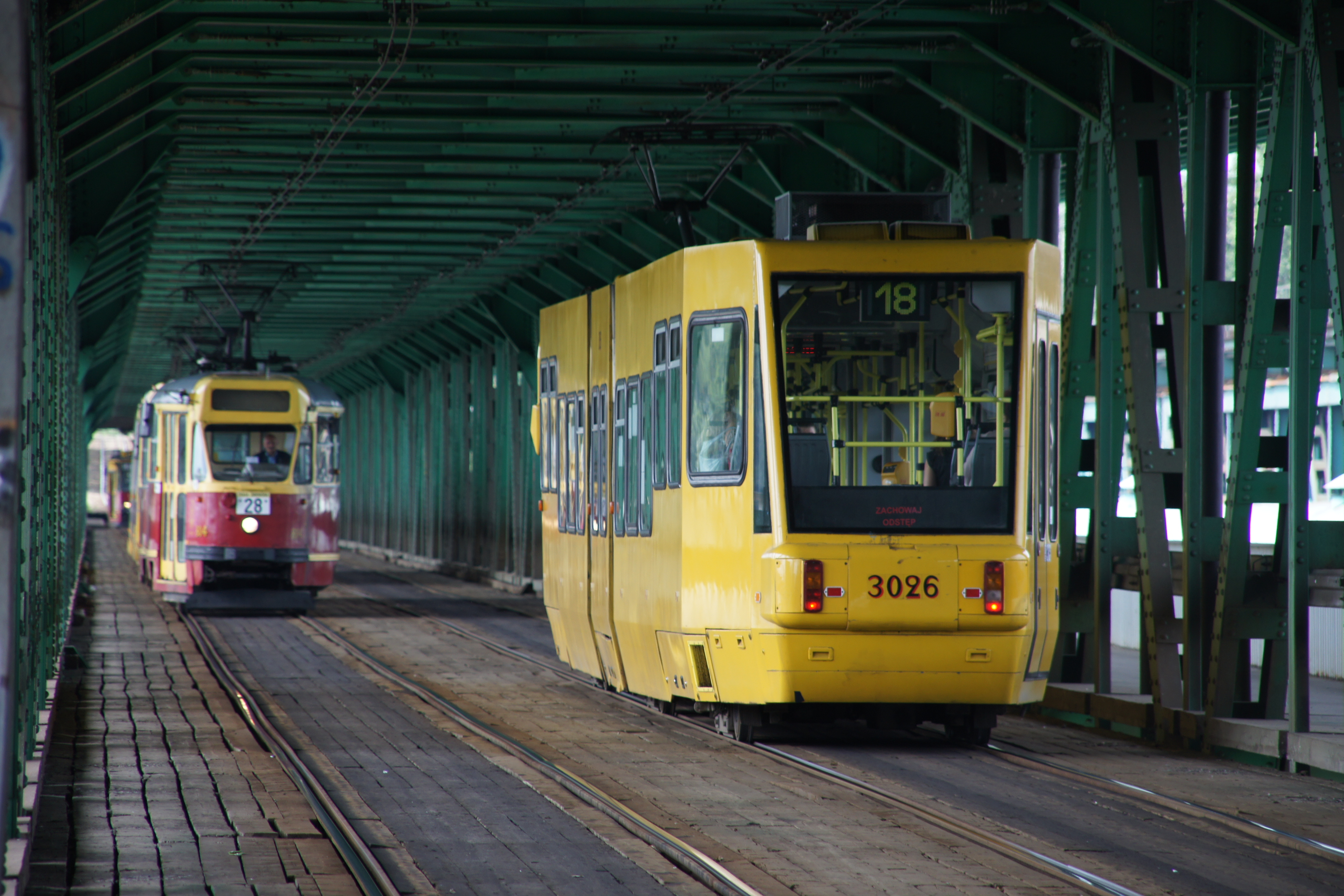
Die beiden Straßenbahntrassen auf der unteren Brückenebene

Die Most Gdański ist als Stahlfachwerkkonstruktion konzipiert. Sie besteht aus zwei Stockwerken – auf dem oberen werden zwei je doppelspurige Straßen mit Bürgersteigen, auf dem unteren zwei Straßenbahntrassen mit Fahrrad- und Fußgängerweg (an der südlichen Seite) geführt. Die Decke der unteren Ebene besteht aus Eichenholzbalken. Die Brücke ist 406,5 Meter lang, die beiden zuführenden Viadukte, die von Stefan Piwoński und Witold Witkowski entworfen wurden, verfügen über Längen von 44,8 Metern (Ostseite) und 85,2 Metern (Westseite). Der Überbau besteht aus sechs Tragwerken mit Längen von 60,90 bis 67,60 Metern. Die Breite der Brücke beträgt 14,00 Meter für die Fahrtrassen sowie je 1,50 Meter für die beiden Gehwege. Die Fachwerkkonstruktion ist genietet und geschweißt.
Im Jahr 2018 passierten die Brücke im Tagesdurchschnitt knapp 51.000 Fahrzeuge.

## Baugeschichte
Die Brücke wurde von 1957 bis 1959 nach dem Entwurf von Janusz Ratyński auf den Pfeilern einer im Zweiten Weltkrieg zerstörten Doppelstockbrücke errichtet. Bereits Ende 1945 waren die Widerlager und die Pfeiler zum Wiederaufbau der Brücke vorbereitet worden; es kam dann jedoch bis 1957 zur Einstellung weiterer Baumaßnahmen. Die Bauarbeiten wurden von Mostostal Warszawa durchgeführt.
In den Jahren 1997 und 1998 erfolgte eine Sanierung der Brücke. Dabei erhielt sie einen grünen Anstrich und wurde mit Lampen zur nächtlichen Außen-Illumination ausgerüstet.

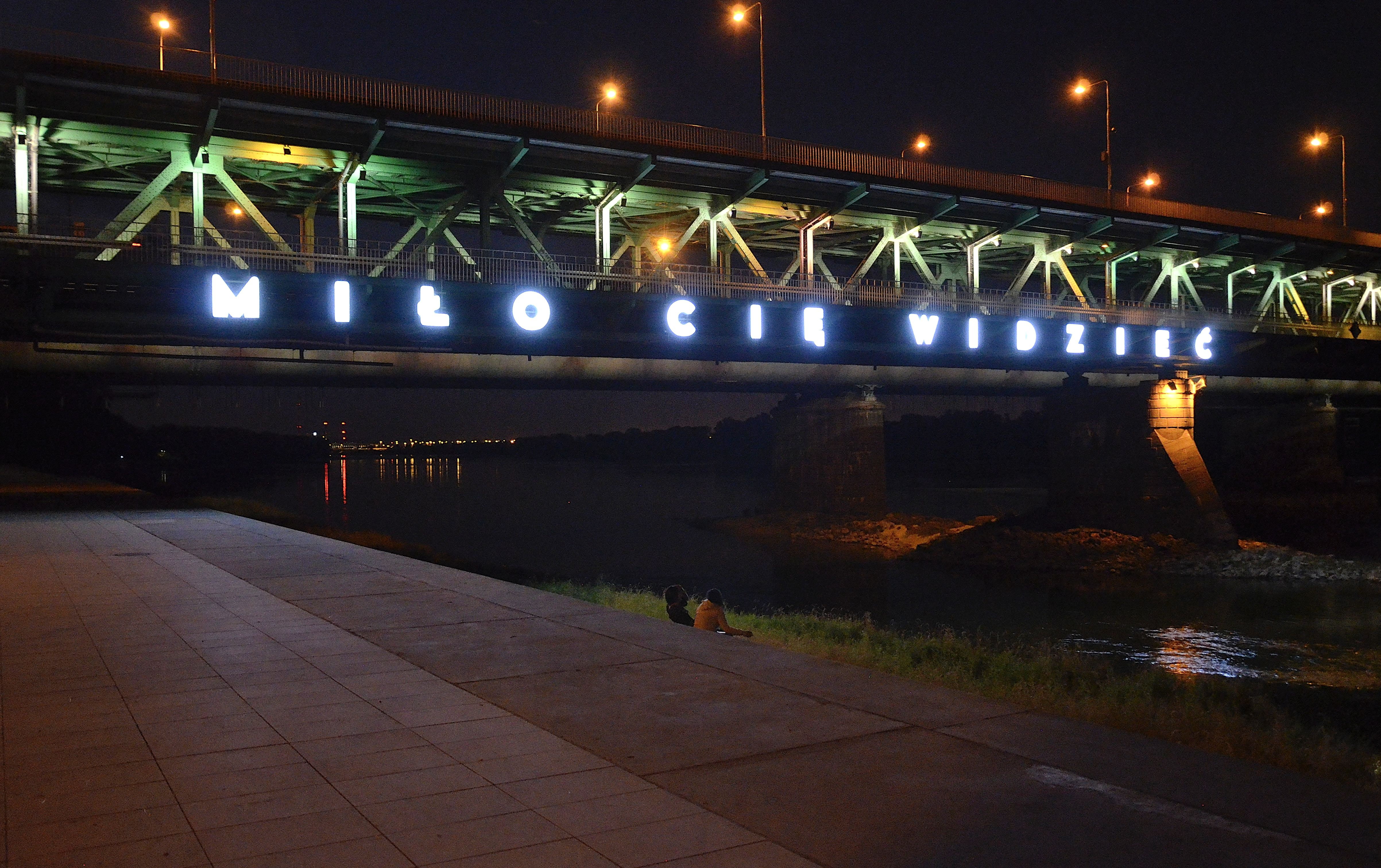
Der Neonschriftzug „MIŁO CIĘ WIDZIEĆ“

## Miło Cię widzieć
Im Jahr 2013 wurde vom Warschauer Muzeum Neonów und dem Energieversorger RWE ein Wettbewerb für ein Leuchtröhrenprojekt ausgeschrieben (Neon dla Warszawy). Den ersten Preis erhielt der Grafiker Mariusz Lewczyk für die Idee zum Schriftzug „MIŁO CIĘ WIDZIEĆ“ (deutsch: Schön, Dich zu sehen). Im Juni 2014 wurde dieser Satz in Neonbuchstaben an der Südseite der Brücke angebracht.